# El alienista (novela)
El alienista (en inglés: The Alienist; pronunciado /ði ˈeɪliənɪst/) es una novela de Caleb Carr publicada en 1994, ambientada en el Nueva York de 1896, que incluye a varias figuras históricas de la época como Theodore Roosevelt y J. P. Morgan. El libro se ubicó entre los más vendidos de Publishers Weekly y The New York Times. Sus derechos fueron comprados por Paramount Pictures, que, al lado de Studio T, Anonymous Content y Vanessa Productions Ltd., son las productoras de los diez primeros episodios de la serie de televisión The Alienist, que comenzó a transmitirse a través de TNT el 21 de enero del 2018, y luego también en Netflix. El alienista recibió en general buenas críticas de Forbes, Chicago Tribune, The Houston Chronicle y The Seattle Times.
La novela fue continuada por una secuela titulada El ángel de la oscuridad.

## Argumento
El prólogo comienza el 8 de enero de 1919, día del funeral de Theodore Roosevelt. John Moore, el narrador, está cenando con Laszlo Kreizler, el famoso alienista (psicólogo). Kreizler se rodea de aquellos a quienes ha rescatado de la calle, como su criado, Cyrus Montrose, y el chico de los recados, Stevie «Stevepipe» Taggert. Juntos rememoran la primavera de 1896 y sus esfuerzos por detener a un brutal asesino en serie en el Lower East Side de Manhattan.
El 3 de marzo de 1896, Moore se despierta cuando llaman con insistencia a su puerta: es Stevie, un niño al que Kreizler salvo del reformatorio y le dio trabajo como ayudante. Moore es conducido hasta la escena de un crimen. Roosevelt, entonces comisario de policía, ya está allí. Moore se conmociona por la brutalidad del crimen, la víctima es un chapero de tan solo trece años.

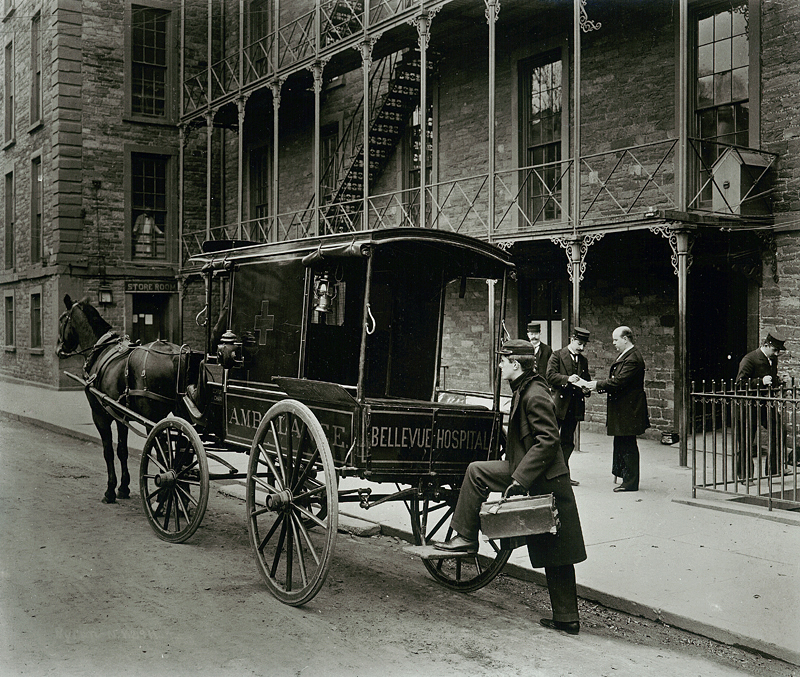
Ambulancia de Nueva York de 1895

Roosevelt solicita la presencia de Moore y Kreizler en su despacho para discutir el caso, que no despierta gran interés en el resto del departamento de policía. Kreizler ha examinado el cuerpo y disiente del informe oficial. El doctor cree que hay conexiones con otros asesinatos, los de Benjamin y Sofia Zweig, otros niños. Roosevelt decide dejar la investigación en manos del doctor Kreizler, experto en lunaticos y lo que más adelante se llamara «conducta criminal».
Kreizler encuentra ayuda en Sara Howard, la primera mujer contratada por el departamento de policía de la ciudad, y en los hermanos Isaacson, dos policías judíos que son pioneros en emplear métodos científicos en criminología.
El equipo comienza a investigar a las víctimas esperando comprender la mente del asesino, pero entonces se produce otro asesinato y esta vez hay evidencias de que la víctima conocía al asesino. Las pistas señalan que este es un experto escalador o montañero.
Por si fuera poco, Kreizler, Roosevelt, Moore, y Howard tienen que vérselas con policías corruptos, proxenetas, la iglesia católica, la iglesia episcopaliana y el banquero J.P. Morgan.

## Inspiración
El alienista está ambientado en el vecindario donde Carr vivió y pasó horas vagabundeando, así como consultando libros en J. P. Morgan Library. Carr dijo inicialmente que se trataba de un libro de no ficción, pues temía que su representante y su editor no aceptarían que él, hasta entonces un autor de libros de no ficción, publicara un libro de ficción... pero dijo la verdad sólo hasta que el editor ya estaba a punto de comprar el libro. La novela «le permitió exorcizar algunos de sus demonios; concretamente, la tempestuosa relación con su padre». Carr no revela detalles específicos, pero ha declarado que él sabe bastante de violencia familiar.
El padre de Caleb, Lucien Carr, también escritor, asesinó con un cuchillo al hombre que abusó de él cuando estaba en los boy-scouts, y fue condenado a dos años de cárcel.
Quizás por esto Carr dice sentirse fascinado con la psicología de los asesinos que actúan traumatizados por el dolor de ser controlados por monstruosos padres. Carr también declara que para él todo comenzó en Nueva York con David Berkowitz, el famoso asesino en serie apodado El Hijo de Sam, que cometió sus crímenes cuando él estaba en el colegio.

## Género y estilo
El alienista ha sido clasificada de varias maneras: una novela detectivesca, una novela histórica o una novela de misterio. La trama está ambientada en 1896, «el momento histórico en que la idea moderna del asesino en serie tiene su origen», y ocho años después de los asesinatos de Jack el destripador, una época en la que la palabra psicópata era nueva para los científicos. Como en la obra de E. L. Doctorow Ragtime, «El alienista combina realidad y ficción». Figuras históricas como Lincoln Steffens, Jacob Riis, Anthony Comstock, y J.P. Morgan aparecen e interactúan con personajes ficticios. Carr incluye detalles minuciosos, como la descripción de los suntuosos menús de la oligarquía de la época.

## Temas
En una entrevista al periódico The Record, Carr declara que desea entretener al lector pero también ser muy fiel al contexto histórico. Carr es historiador y quiere encontrar una forma de escribir que combine su interés en hacer una ficción con su conocimiento de la historia. "Quería enseñar que la gente del pasado es más parecida a nosotros de lo que nos figuramos".
Carr investigó para su novela la ciencia y la literatura de 1890, y en su opinión el mayor desafío fue estudiar la literatura psiquiátrica de esa época, ya que ninguno de sus personajes podía saber nada de la actual psicología: ese año Sigmund Freud apenas había publicado su primer libro.
El autor Paul Levine compara a Kreizler con Sherlock Holmes y Sigmund Freud. Compara también a El alienista con la novela Ragtime, de E. L. Doctorow, ya que ambas mezclan personajes reales en una historia de ficción del Nueva York de 1890. Levine opina que la trama es toda una lección de historia, y subraya que la yuxtaposición entre el estilo de vida de J. P. Morgan y los barrios donde la policía no se atreve a entrar, sirve para recordarnos que no hay nada nuevo en la sociedad.
Carr también ha dicho que el tema de la novela es cómo la violencia se perpetúa de una generación a la siguiente.
En el libro, se exploran las causas de la locura, la criminalidad y la naturaleza del mal.
El destino y la fatalidad también son temas de la novela que nos dice que los problemas de la ciudad de Nueva York resisten al paso de la historia.

## Recepción

### Ventas y mercadotecnia
Random House pagó a Carr un anticipo de sesenta mil dólares por el libro. Los derechos de autor del libro se subastaron a Bantam Books por un millón mil dólares. La lista Publishers Weekly de los libros más vendidos en abril de 1994 alcanzó, durante el verano de ese año, el número 4 en la lista de The New York Times de los más vendidos.

### Recepción
«La historia parece un relato de Sherlock Holmes, se lee igual que un thriller de nuestros tiempos, y es históricamente precisa.»
The Record

Las críticas han sido bastante favorables." En Booklist, Brad Hooper dijo de El Alienista que «era una lectura compulsiva». La Forbes magazine comentó que «la evocación que hacía de la época era fascinante». El periódico The Record, dice que «es una mezcla de cuento de Sherlock Holmes con un thriller moderno». el diario The Gazette de Colorado Springs, dijo que «[Carr] ha dado vida a una atmósfera y un tiempo que parecen reales». En el Tulsa World, Patricia Ann Jones escribió que la novela «innova en muchos frentes, como novela histórica, como thriller y como estudio psicológico».
La crítica del Chicago Tribune, Mortal Sin por Paul Levine dijo que: «a pesar de ser una historia larga nunca se hace aburrida, al final el lector se queda con ganas de leer otro caso del Dr. Lazlo Kreizler». Kathye Self del Houston Chronicle califica la obra como «un libro adictivo sobre las primeras investigaciones psicológicas para seguir la pista de un asesino». Christopher Lehmann-Haupt escribió en The Tampa Tribune: «Carr evoca física y espiritualmente el viejo Nueva York, cuando los poderes fácticos estaban preocupados por el descontento entre las masas de pobres emigrantes». En The Seattle Times, Deloris Tarzan comentó: «Carr tiene la sensibilidad del historiador y del novelista a la vez». The Washington Post publicó la reseña del novelista Jack Katzenbach, que destaca la impecable investigación histórica y el detallado retrato de la época, en un mundo al borde del cambio, donde la ciencia y los nuevos inventos eran el material de los nuevos milagros.
La crítica del The New York Times dice que «la única debilidad del libro es la rígida racionalidad de la investigación, que sufre de una lógica excesiva y tediosa». Scott Eyman, en The Palm Beach Post, critica el flácido diálogo y los poco definidos personajes. Harry Levins, en el St. Louis Post-Dispatch, señala dos anacronismos: los personajes tratan a los negros y a los homosexuales con una corrección política que es poco probable para lo que ocurría en aquella época.

## Adaptación

### Película
Carr dijo a The Orange County Register que se había imaginado una adaptación al cine mientras escribía la trama. A Carr le encanta el cine y ha escrito los guiones de varias películas. En un principio, Carr pensó en Emma Thompson como Sara, y en Anthony Hopkins o Sam Neill como Kreizler.
Incluso antes de que el libro se publicara, el productor de cine Scott Rudin compró los derechos para una adaptación por  quinientos mil dólares. Luego, la Paramount Pictures se los compró a él por setecientos cincuenta mil dólares.
En 1995, circuló el rumor de que Curtis Hanson dirigiría la película. Ese mismo año, se confirmó que había aceptado ser el director. Variety informó que el rodaje comenzaría en la primavera de 1995, con vistas a un estreno en la temporada navideña. David Henry Hwang, dramaturgo ganador del Premio Tony, adaptó el libro al cine. la ciudad de Philadelphia iba a ser una de las locaciones. Se pensó en edificios concretos como la Academia de Música de Filadelfia, la Eastern State Penitentiary y la Waterworks.
Paramount Pictures consideró que el presupuesto rondaría los cincuenta millones de dólares. En 1997, los múltiples guiones ya habían costado  dos millones.
Tras sufrir retrasos en la producción, Paramount Pictures le comunicó al equipo que tenían dos meses para intentar llevar la película a otro estudio. El crítico Malcolm L. Johnson dijo a The Hartford Courant que el oscuro e incómodo contenido del libro podría haber cancelado la adaptación. En 1999, Carr dijo que aún no había vendido derechos de El ángel de la oscuridad, y que estaba muy escarmentado con los productores de cine.

### La serie de televisión
En abril de 2015, Deadline anunció que Paramount Television había decidido adaptar El alienista como una serie de TV. Paramount anunció que Eric Roth, que había sido guionista de Forrest Gump, estaría en el proyecto como productor ejecutivo junto a Cary Fukunaga, quien se encargaría también de dirigir la serie. 
En mayo del 2015, Variety anunció que TNT produciría la serie con un coste de cinco millones de dólares por episodio.
En julio del 2015, el director John Sayles comunicó en su blog que se unía al equipo de la serie. Ese mismo mes, Caleb Carr comunicó que se uniría al equipo de producción. Carr dijo que, después de veinte años de intentos fallidos, había decidido unir fuerzas con Paramount Televisión y dar vida a su libro. También señaló que está muy contento con el guion y que la serie tiene un gran potencial y que en ella está trabajando un gran equipo: Cary Fukunaga, Eric Roth, Hossein Amini, Gina Gionfriddo, E. Max Frye y John Sayles. Carr dijo que se haría un gran esfuerzo para contentar a los seguidores del libro, que han esperado pacientemente.
El 22 de enero del 2018, Netflix lanzó la serie de diez capítulos El alienista, en donde participan Daniel Brühl, en el rol del doctor Lazlo Kreizler, Luke Evans, como John Moore, y Dakota Fanning en el papel de Sara Howard.